# Michael Rose (General)

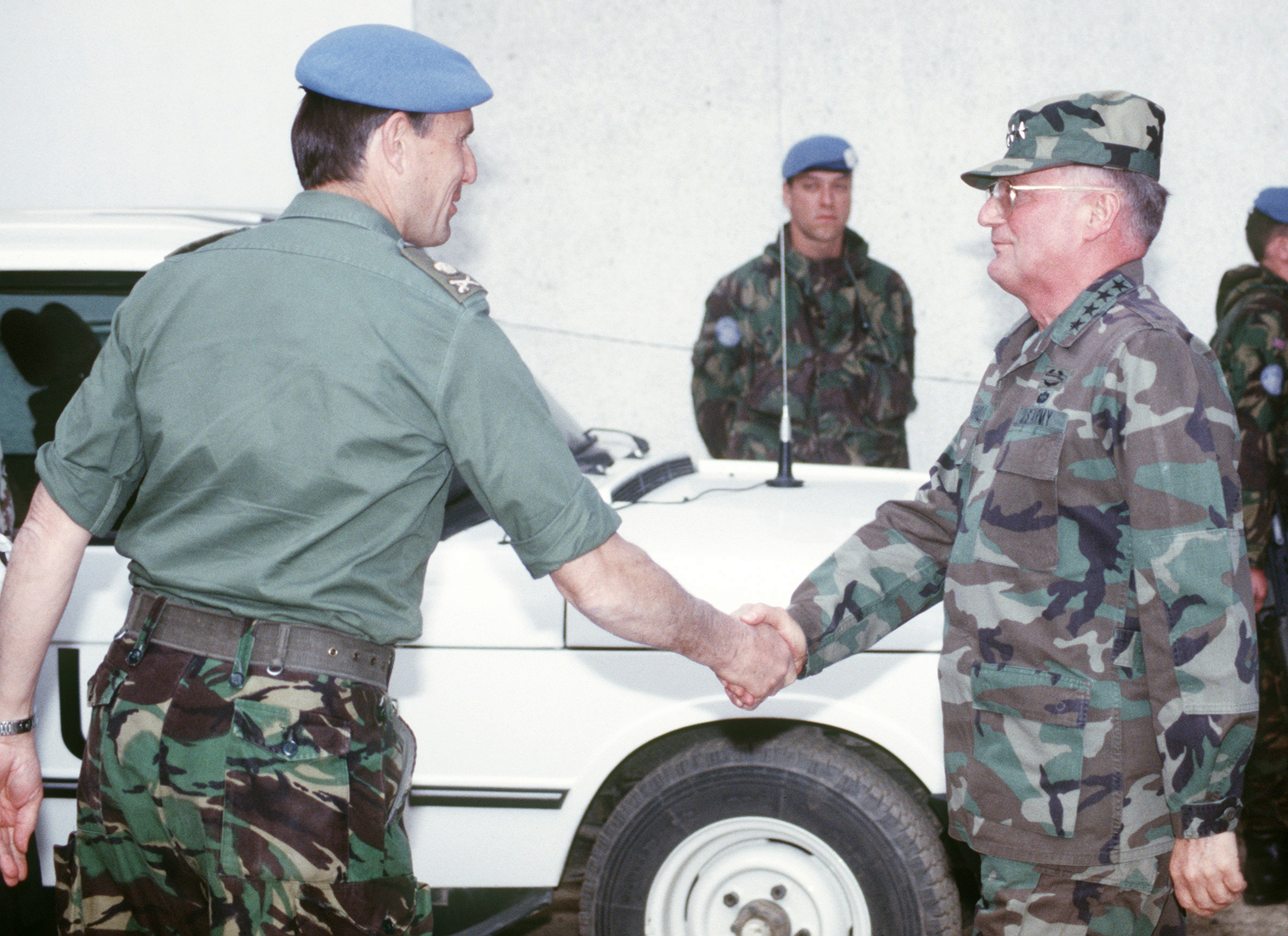
Generalleutnant Michael Rose (links) mit dem Vorsitzenden der Vereinigten Stabschefs der US-Streitkräfte General John M. Shalikashvili (1994)

Sir Hugh Michael Rose, KCB, CBE, DSO, QGM, DL (* 5. Januar 1940 in Britisch-Indien) ist ein ehemaliger britischer Offizier der British Army, der während der Jugoslawienkriege von 1994 bis 1995 Kommandeur der Schutztruppe der Vereinten Nationen UNPROFOR (United Nations Protection Force) in Bosnien und Herzegowina war. Zuletzt fungierte er als General zwischen 1995 und 1997 als Generaladjutant des Heeres (Adjutant-General to the Forces).

## Leben

### Offiziersausbildung und militärische Verwendungen
Hugh Michael Rose, Stiefsohn des Offiziers und Schriftstellers John Masters, begann nach dem Besuch des renommierten Cheltenham College ein Studium am St Edmund Hall der University of Oxford, das er an der Universität von Paris, der Sorbonne, fortsetzte. Am 17. März 1959 trat er als Gefreiter in die Territorial- und Heeresfreiwilligenreserve TAVR (Territorial and Army Volunteer Reserve) ein und wurde zunächst dem Linieninfanterieregiment Gloucestershire Regiment zugeordnet, ehe er am 1. Juni 1959 als Leutnant der Reserve zur Rifle Brigade (The Prince Consort’s Own) versetzt wurde. Nach seiner Beförderung zum Oberleutnant der Reserve am 18. Dezember 1960 wurde er der TAVR-Einheit der Anwaltskammern (Inns of Court) zugeordnet. Am 2. November 1961 wechselte er als Zeitsoldat mit einer Verpflichtungszeit von drei Jahren zur Freiwilligenreserve der Luftstreitkräfte RAFVR (Royal Air Force Volunteer Reserve), zog seine Verpflichtung jedoch am 11. Oktober 1963 zurück. Nach Abschluss seines Studiums mit einem Bachelor of Arts (B.A.) trat er am 22. Oktober 1964 als Leutnant (Second Lieutenant) als Berufssoldat in das Gardegrenadierregiment Coldstream Guards ein. Er wurde noch am selben Tag zum Oberleutnant (Lieutenant) befördert, wobei die vorherige Beförderung zum Leutnant auf den 8. Dezember 1961 sowie die jetzige Beförderung zum Oberleutnant auf den 8. Juni 1963 zurückdatiert wurde.
Nach verschiedenen darauf folgenden Verwendungen wurde Rose am 31. Dezember 1972 zum Major befördert. Nach dem Besuch des Staff College Camberley fungierte er zwischen 1973 und 1975 als Brigade Major der 16. Fallschirmjägerbrigade (16th Parachute Brigade). Im Anschluss wurde er nach Nordirland zum Linieninfanterieregiment Devonshire and Dorset Regiment versetzt und wurde für seine Leistungen im Nordirlandkonflikt im Zeitraum vom 1. Mai bis 31. Juli 1977 im Kriegsbericht erwähnt (Mentioned in dispatches). Nachdem er am 30. Juni 1978 zum Oberstleutnant (Lieutenant Colonel) befördert wurde, übernahm er zwischen 1979 und 1982 den Posten als Kommandeur (Commanding Officer) des 22. Regiments des Special Air Service (SAS), der Spezialeinheit der British Army. Für seine weitere Verdienste während des Nordirlandkonflikts im Zeitraum vom 1. Mai bis zum 31. Juli 1979 wurde ihm am 8. Januar 1980 das Offizierskreuz des Order of the British Empire (OBE) verliehen. Als Kommandeur des 22 SAS Regiment war er maßgeblich an der Operation Nimrod zur Beendigung der Geiselnahme in der iranischen Botschaft in London 1980 beteiligt. Aufgrund seiner Verdienste im weiteren Verlauf des Nordirlandkonflikts wurde ihm am 22. November 1994 mit Wirkung zum 6. April 1981 die Queen’s Gallantry Medal (QGM) verliehen. Während des Falklandkrieges (2. April bis 20. Juni 1982) leitete er die dortigen militärischen Operationen des Special Air Service und wurde im Anschluss am 30. Juni 1982 zum Oberst (Colonel) befördert sowie abermals im Kriegsbericht erwähnt.

### Bosnienkrieg und Aufstieg zum General
Michael Rose wurde am 31. Dezember 1983 mit Wirkung vom 30. Juni 1983 zum Brigadier befördert und übernahm zwischen Dezember 1983 und Dezember 1985 den Posten als Kommandeur der in Nordirland eingesetzten 39. Infanteriebrigade (39th Infantry Brigade). Danach folgten zwischen Dezember 1985 und Januar 1987 Verwendungen im Stabsdienst der British Army. Für seine Verdienste im Nordirlandkonflikt wurde er am 15. April 1986 zum Commander des Order of the British Empire (CBE) verliehen. Im Anschluss an seine Stabsverwendungen fungierte er zwischen Januar 1987 und April 1988 als Kommandant der Infanterieschule (School of Infantry) sowie von 1988 bis 1989 als Direktor der aus dem Special Air Service hervorgegangenen Spezialkräften (Director Special Forces).
Nach dem Besuch des Royal College of Defence Studies übernahm Michael Rose als Generalmajor (Major-General) im Oktober 1989 von Generalmajor Murray Naylor den Posten als Kommandierender General (General Officer Commanding) der 2. Infanteriedivision (2nd Infantry Division) und behielt diesen bis zu seiner Ablösung durch Generalmajor Michael Walker im September 1991. Zugleich wurde er als Nachfolger von Generalmajor Naylor in Personalunion auch Kommandierender General des Militärbezirks Nordost (General Officer Commanding, North East District) und übte diese Funktion bis zur Auflösung des Militärbezirks im September 1991 aus. Im September 1991 löste er Generalmajor William Rous als Kommandant des Staff College Camberley ab und bekleidete diesen Posten bis April 1993, woraufhin Generalmajor Christopher Wallace seine Nachfolge antrat.
Bereits im März 1993 hatte Michael Rose als Nachfolger von Generalleutnant Michael Wilkes den Posten als Kommandeur der Feldarmee des Vereinigten Königreichs (Commander, United Kingdom Field Army) übernommen und verblieb in dieser Verwendung bis zu seiner Ablösung durch Generalleutnant Richard Swinburn im Januar 1994. Dort erfolgte am 17. Mai 1993 mit Wirkung zum 30. Mai 1993 seine Beförderung zum Generalleutnant (Lieutenant-General). Zudem wurde er am 31. Dezember 1993 zum Knight Commander des Order of the Bath (KCB) geschlagen, so dass er fortan den Namenszusatz „Sir“ führte. Während des Bosnienkrieges im Zuge der Jugoslawienkriege war er zwischen dem 24. Januar 1994 und dem 23. Januar 1995 Kommandeur der Schutztruppe der Vereinten Nationen UNPROFOR (United Nations Protection Force) in Bosnien und Herzegowina. Für seine dortigen Verdienste wurde ihm am 5. Mai 1995 der Distinguished Service Order (DSO) verliehen.
Zuletzt wurde Michael Rose als General im Juli 1995 abermals als Nachfolger von General Michael Wilkes Generaladjutant des Heeres (Adjutant-General to the Forces) und war als solcher bis zu seinem Eintritt in den Ruhestand im Juni 1997 sowie seiner anschließenden Ablösung durch General Alexander Harley im Verteidigungsministerium zuständig für die Entwicklung der Personalpolitik und der Unterstützung der Armee. In dieser Zeit fungierte er zugleich als Aide-de-camp von Königin Elisabeth II. Am 13. August 1999 übernahm er von William Rous das Amt des Colonel of the Regiment der Coldstream Guards, den er bis zu seiner Ablösung durch Generalleutnant James Bucknall 2009 innehatte. Am 5. August 2003 wurde er zudem zum Deputy Lieutenant (DL) der Grafschaft Somerset.